# Iochroma solanifolium
Iochroma solanifolium är en potatisväxtart som beskrevs av Damm. Iochroma solanifolium ingår i släktet Iochroma och familjen potatisväxter. Inga underarter finns listade i Catalogue of Life.